# Шинкарьов Олег Васильович
Олег Васильович Шинкарьов (рос. Олег Васильевич Шинкарёв; нар. 28 лютого 1965, станиця Висєлки, Краснодарський край, РРФСР) — радянський та російський футболіст, захисник та півзахисник.

## Життєпис
Вихованець ворошиловградського спортивного інтернат, тренер — Владислав Проданець. Дорослу кар'єру розпочав у 1982 році в клубі «Стахановець», де зіграв один матч. У тому ж році провів один матч за дубль краснодарської «Кубані» та 13 матчів за новоросійський «Цемент». У 1983-1984 роках грав у ашгабатському «Колхозчі».
У 1985 році перейшов у ростовський СКА. Дебютний матч у вищій лізі зіграв 10 березня 1985 року проти ленінградського «Зеніту», вийшовши в основному складі, але був замінений на 65-й хвилині. 7 жовтня 1985 року забив свій єдиний м'яч у вищій лізі, на 87-й хвилині у ворота київського «Динамо» (2:4). Всього в радянській вищій лізі зіграв 24 матчі та відзначився одним голом, а його команда зайняла останнє місце та вилетіла в першу лігу. Надалі виступав за ростовську команду до 1987 року.
У 1988 році значився в складі московського «Локомотива», потім перейшов у ворошиловградську «Зорю». У 1989-1990 роках знову грав за новоросійський «Цемент». У 1991 році перейшов у сочинську «Жемчужину», з якою рік по тому став переможцем зонального турніру першої ліги Росії.
У 1993 році грав у складі «Жемчужини» у вищій лізі Росії. Свій перший матч провів 7 березня 1993 року проти нижньогородського «Локомотива». Всього зіграв чотири матчі у вищій лізі — три на початку сезону в березні-квітні та один в останньому турі в листопаді.
За період виступів у «Перлині» грав також за її фарм-клуб, «Торпедо» (Сочі) та за «Хімік» (Бєлореченськ), обидві ці команди не змогли дограти до закінчення сезонів та припиняли існування. У 1994 році футболіст завершив кар'єру у віці 29 років.
Після завершення кар'єри футболіста працював начальником команди і генеральним директором в краснодарській «Кубані», сочинських «Жемчужині» і «Сочі-04».
Почесний громадянин міст Сочі та Новоросійськ.